# Dômes de Rosna
Rosna Tholi
Les dômes de Rosna (désignation internationale : Rosna Tholi) sont un ensemble de dômes situé sur Vénus dans le quadrangle d'Aino Planitia. Il a été nommé en référence à Rosna, déesse Chimalateco/Chinanteco (Mexique) des montagnes.